# Kleopatra III
Kleopatra III (161-101 p.n.e.) – współwładczyni Egiptu w czasie panowania Ptolemeusza VIII Euergetesa II, Ptolemeusza IX Lathyrosa i Ptolemeusza X Aleksandra I, córka Ptolemeusza VI Filometora i Kleopatry II, żona Ptolemeusza VIII Euergetesa II, matka dwóch synów: Ptolemeusza IX i Ptolemeusza X Aleksandra oraz trzech córek: Kleopatry Tryfajny, Kleopatry IV i Kleopatry Selene I.
W 142 p.n.e. została żoną Ptolemeusza VIII, który pragnął przeciwstawić ją jej matce i wywyższył do godności królewskiej małżonki i współwładczyni na takich samych prawach co Kleopatrę II. Pogłębiło to istniejącą już nienawiść między Kleopatrą II i zięciem i przyczyniło się do wybuchu wojny domowej w 132 p.n.e., w której młoda królowa stanęła po stronie męża przeciwko własnej matce, a po porażce Ptolemeusza udała się z nim na wygnanie na Cypr. Powrócili jednak w tym samym roku i do 127 p.n.e. podporządkowali sobie cały Egipt.
Po śmierci Ptolemeusza VIII Kleopatrze nie udało się przeforsować kandydatury swojego młodszego syna, Ptolemeusza X, na tron Egiptu. Nowym władcą został jej starszy syn Ptolemeusz IX współrządzący początkowo z Kleopatrą II i matką, a po śmierci tej pierwszej tylko z Kleopatrą III. W 115 p.n.e. Kleopatra wymusiła na synu rozwód z Kleopatrą IV i poślubienie swojej ulubionej i uległej córki Kleopatry Selene. W 107 p.n.e. podjęła też próbę zgładzenia Lathyrosa, co się nie powiodło, ale spowodowało ucieczkę króla z kraju i przejęcie pełni władzy przez Kleopatrę i jej preferowanego syna, Ptolemeusza X Aleksandra.
Kleopatra zaangażowała się następnie w walki wewnętrzne w państwie Seleucydów popierając Antiocha VIII Gryposa, za którego wydała swoją córkę Kleopatrę Selene, byłą żonę Lathyrosa. Dowodziła wówczas egipskimi siłami lądowymi, które obległy i zdobyły Ptolemais w 102 p.n.e., przyczyniając się do odparcia sił Lathyrosa próbującego od strony Palestyny wkroczyć do Egiptu.
Pogłębiający się konflikt z synem doprowadził do zamordowania Kleopatry w 101 p.n.e. na rozkaz Ptolemeusza Aleksandra, który pragnął rządzić samodzielnie.

## Lata panowania
- 142-131 p.n.e. z Ptolemeuszem VIII i Kleopatrą II
- 131-127 p.n.e. na wygnaniu z Ptolemeuszem VIII na Cyprze
- 127-124 p.n.e. ponownie z Ptolemeuszem VIII
- 124-116 p.n.e. dodatkowo z Kleopatrą II
- 116-110 p.n.e. z synem Ptolemeuszem IX
- 110-109 p.n.e. z drugim synem Ptolemeuszem X
- 109-107 p.n.e. na wygnaniu
- 107-101 p.n.e. ponownie z Ptolemeuszem X

## Tytulatura
- gr. - basilissa Kleopatra III Thea Philadelphos - królowa Kleopatra Bogini Miłujaca Brata
- egip. -  Klaupadrat

|                      |    |    |                |    |         |
| \| \| \| \| \| \| \| |    |    |                |    |         |
|                      |    |    |                |    |         |
| N29 · E23            | G1 | V4 | Q3 · D46 · D21 | X1 | G1 · H8 |

| N29 · E23 | G1 | V4 | Q3 · D46 · D21 | X1 | G1 · H8 |

|                      |    |    |                |    |         |
| \| \| \| \| \| \| \| |    |    |                |    |         |
|                      |    |    |                |    |         |
| N29 · E23            | G1 | V4 | Q3 · D46 · D21 | X1 | G1 · H8 |

| N29 · E23 | G1 | V4 | Q3 · D46 · D21 | X1 | G1 · H8 |